# لانكسس أرينا
لانكسس أرينا هي صالة مغطاة تقع في مدينة كولونيا بولاية شمال الراين-وستفاليا،ألمانيا.
تتستع الصالة لحوالي 18,500 للأحداث الرياضية و 20 ألف للحفلات الموسيقية، تم افتتاح لانكسس أرينا عام 1998 وهي أكبر صالة رياضية لهوكي الجليد خارج أمريكا الشمالية.